# Journal of Sound and Vibration
Journal of Sound and Vibration is een internationaal, aan collegiale toetsing onderworpen wetenschappelijk tijdschrift op het gebied van de akoestiek en de werktuigbouwkunde. De naam wordt in literatuurverwijzingen meestal afgekort tot J. Sound Vib. Het wordt uitgegeven door Elsevier en verschijnt tweewekelijks.
Het tijdschrift is opgericht in 1963 als Britse tegenhanger voor de al bestaande tijdschriften Journal of the Acoustical Society of America en Acustica. Het eerste nummer verscheen in Januari 1964. Het tijdschrift werd destijds uitgegeven door Academic Press en verscheen eens per kwartaal.